# クイズ・ポーカーフェイス
『クイズ・ポーカーフェイス』は、2003年4月9日（8日深夜）から同年9月24日（23日深夜）までフジテレビで毎週水曜 0:35 - 0:58（火曜深夜）に放送されていたクイズ番組である。

## 概要
2002年9月7日にBSフジで単発放送された後、地上波でレギュラー化された。「わからない場合は対戦相手に答えさせる」クイズ番組であり、実際のタイトルロゴにあったサブタイトル「勝負は演技力!バカでも勝てる」が示すとおり、番組は知識がまったく無くても勝ち残れることを売りにしていた。

## 出演者
- 生瀬勝久
- ゲスト6名

## ルール
- ゲスト6人の中から、とある方法（後述）で6人のうち2人を選出。選ばれた2人は1対1のクイズ対戦を行う。
- 勝者は、まだ選ばれていないゲストの中から新たに挑戦する1人を選んで試合を繰り返す。そうして勝ち抜き方式で優勝者1人を決めていた。 
  - レギュラー放送では、1回のゲームを数週に分けて放送していた。
  - 末期には負け残り方式となり、賞品を貰えない1名を決定していた。
- まず、じゃんけんで先攻・後攻を決定（勝った方が先攻）。先攻には問題を選ぶ権利と問題を先に知る権利（後述）、後攻には解答者を決める権利（後述）が与えられる。
- 先攻は、ボードに書かれた25問からキーワードを基に問題を選ぶ。
- 問題文のフリップは後攻の背後に置かれる。
- 後攻は、2分間の質問タイムで相手からどのような問題なのかを聞き出す。相手は質問に対し、黙秘してもよいが、嘘をつくのは禁止。
- 質問タイム終了後、後攻は自分で解答する「マイセルフ」か相手に答えさせる「ユアセルフ」かを選択。「マイセルフ」を選んだ場合は自分が、「ユアセルフ」を選んだ場合は相手が、その問題に解答する。解答権を得た人に対して改めて問題が出題され、解答者はその問題に答える。
- 正解なら自分に1ポイント、不正解なら相手に1ポイント。
- これを次に立場を逆にして行い、それを繰り返して先に2ポイント先取したゲストの勝利。スポンサーから賞品が贈られる。

## 演出
- 対戦相手の決め方は「筮竹で決める」や「小鳥に訊く」など明らかにそれで決めていないような決め方をするのが恒例だった。
- 司会席には黒電話が置いてあった。あからさまに繋がっていないのが分かるが、生瀬曰く「プロデューサーとのホットライン」らしい。解答者には慇懃無礼な生瀬だが、黒電話での通話中には腰の低い態度を取っていた。
- 先攻の問題選択時、司会が「ラッキー問題」とする問題に赤地に白で「ラッキー」と書かれた板が貼られた。それを理由に選択する例もあったが、ラッキー問題の根拠は一切無かった。
- 問題は基本的に4択だが、稀に「ズバリお答え下さい」と、直接口頭で答える問題も入っている。
- 後攻の質問タイム時、問題の内容や応答によっては、司会の生瀬が「番組独自の用語」を発することがあった。
  - 「ファビラス!」→「すばらしい!」[1]
  - 「スイナチッタ」→「だいぶ近づきました」[2]
  - 「ファー」→「だいぶ離れました」[3]

## エンディングテーマ
- 美貌の罠（ORIGINAL LOVE）